# بتی ابرلین
بتی ابرلین (انگلیسی: Betty Aberlin؛ زادهٔ ۳۰ دسامبر ۱۹۴۲) یک هنرپیشه اهل ایالات متحده آمریکا است. وی از سال ۱۹۵۳ میلادی تاکنون مشغول فعالیت بوده‌است.